# آزادی بیان در برزیل
آزادی بیان در برزیل (انگلیسی: Freedom of speech in Brazil) توسط بخش چهارم و نهم ماده ۵ قانون اساسی برزیل محافظت می‌شود. آزادی بیان، مطلق نیست.

## ماده پنجم
ماده ۵ قانون اساسی برزیل، آزادی بیان را به عنوان یک قانون پایه تضمین می‌کند. این ماده در قانون اساسی برزیل در سال ۱۹۸۸ تصویب شد.
ماده ۵: همه افراد در مقابل قانون با یکدیگر برابرند؛ برزیلی‌ها و خارجیانی که در کشور زندگی می‌کنند، به‌لحاظ آزادی، برابری، امنیت و اموالشان مصونیت دارند، و قانون حقوق آنها را تضمین می‌کند:
IV - بیان اندیشه آزاد است، ناشناس بودن ممنوع است.
IX - بیان اندیشه‌های فکری، هنری، علمی و ارتباطی آزاد است، بدون نیاز به داشتن اجازه یا سانسور.

## انواع محدودیت‌های گفتاری
انواع مختلفی از قوانین وجود دارد که آزادی بیان را محدود می‌کند.

### آزار و اذیت اخلاقی
هنگامی که فردی بر اثر آزار و اذیت‌های روحی، به شخصیتش ضربه وارد شود، نفسش جریحه دار می‌شود، بنابر این براساس قانون، وی از شرایط قانونی برای جبران خسارت برخوردار است.

### سخنان تنفرآمیز
سخن گفتن از نفرت، آزادی بیان محسوب نمی‌شود و منجر به دستگیری فرد خواهد شد.

### قلدری
قلدری، آزادی بیان محسوب نمی‌شود و ممکن است با روند قضایی و جریمه مالی مواجه شود.

## بزهکاری در قانون کیفری
در قانون کیفری برزیل چند ماده وجود دارد که آزادی بیان را محدود می‌کند و براساس آن بعضی از سخنرانی‌ها نیز به‌عنوان یک جرم محسوب می‌شود.

### تحریک یا کمک به خودکشی
ماده ۱۲۲ - باعث شدن یا تحریک فرد به انجام خودکشی یا کمک به انجام آن:
مجازات - در صورتی که خودکشی انجام شود، از دو تا شش سال حبس محکوم می‌شود؛ و در صورتی که اقدام به خودکشی موجب آسیب رساندن به صورت جدی گردد یک تا سه سال زندان محکوم می‌گردد.

### تهمت زدن
ماده ۱۳۸ - تهمت زدن به کسی و متهم کردن کسی به اشتباه از ۶ ماه تا ۲ سال زندان دارد.

### افترا و بدنام کردن
ماده ۱۳۹ - افترا زدن به کسی که شهرت او را مورد تعرض قرار داده و خدشه دار کند از ۳ ماه تا یک‌سال حبس دارد.
ماده واحده - استثناء فقط در صورتی پذیرفته است که متخلف یک مقام عمومی بوده و جرم را در حین مأموریت مرتکب شده‌باشد.

### آسیب و ضرر رساندن
توهین کردن به کسی چنانچه به شأن و منزلت وی آسیب برساند جرم است و از یک تا شش ماه حبس دارد.

### تهدید
ماده ۱۴۷ - تهدید کردن کسی، به صورت شفاهی، یا نوشته یا ژست یا هر وسیلهٔ نمادین دیگر، که باعث شود به او به‌صورت ناعادلانه و شدید آسیب برسد، جرم است و از یک تا ۶ ماه حبس دارد.

## جنایات در قانون ضد نژادپرستی
ماده ۲۰ - تبعیض یا تعصب بر اساس نژاد، رنگ، قومیت، مذهب یا ملیت جرم است و بین یک تا سه سال حبس دارد.
1. تولید، فروش، توزیع یا استفاده از علائم، نشان‌ها، زیورآلات، مدال‌ها یا تبلیغات فاشیستی، با استفاده از علامت صلیب نازی‌ها جرم است و بین ۲ تا ۵ سال حبس دارد.
2. فراخواندن به قتل از طریق رسانه‌ها یا نشریات و هر طریق دیگر جرم است و بین ۲ تا ۵ سال حبس دارد.